# 巴川郡
巴川郡，中国唐朝时设置的郡。
唐玄宗天宝元年（742年），改合州置巴川郡。治所在石镜县（今重庆市合川区）。下辖石镜县、巴川县（今重庆市铜梁县旧县镇）、铜梁县（今重庆市潼南县小渡镇）、赤水县（今重庆市合川区龙凤镇万寿场）、汉初县（今四川省武胜县西北）、新明县（今四川省武胜县中心镇）。唐肃宗乾元元年（758年）改为合州。
唐朝巴川郡太守
- 李咸忻（天宝年间）
- 韦藏锋（755年）